# Saint-Étienne-sous-Bailleul
Saint-Étienne-sous-Bailleul är en kommun i departementet Eure i regionen Normandie i norra Frankrike. Kommunen ligger i kantonen Gaillon-Campagne som tillhör arrondissementet Les Andelys. År 2022 hade Saint-Étienne-sous-Bailleul 388 invånare.

## Befolkningsutveckling
Antalet invånare i kommunen Saint-Étienne-sous-Bailleul
Referens:INSEE